# Archie Birkin
Charles Archibald Cecil „Archie“ Birkin (Nottingham, 30 maart 1905 - Kirk Michael, 7 juni 1927) was een Brits motorcoureur.
Archie Birkin was een telg van een rijke familie uit Nottingham. Zijn ouders waren Sir Thomas Stanley Birkin, 2nd Bt. en Hon. Margaret Diana Hopetoun Chetwynd. Zijn broer Tim (1896–1933) was autocoureur en een van de beroemde "Bentley Boys". Hij won de 24 uur van Le Mans in 1929 en in 1931.
Birkin kende slechts een korte racecarrière. Hij debuteerde in het Manx Amateur Road Race Championship van 1924 waarin hij met een Cotton uitviel. In 1925 overkwam hem hetzelfde. Het MARCC was feitelijk een amateurwedstrijd (later werd de naam veranderd in "Manx Grand Prix") en de betere coureurs konden starten in de meer professionele Isle of Man TT. Daarin debuteerde Birkin in 1927, maar hij verongelukte op 7 juni tijdens de training net voorbij Rhencullen iets ten noorden van Kirk Michael. De Snaefell Mountain Course is een stratencircuit dat in die tijd tijdens de trainingen nog open was voor het verkeer. Birkin probeerde een visleverancier te ontwijken en reed met zijn 500cc McEvoy tegen een muur. Hij was op slag dood. De plaats van het ongeval draagt sindsdien de naam "Birkin's Bend". Vanaf 1928 werd het circuit tijdens trainingen gesloten voor het normale verkeer.